# Воробьёва, Эмилия Ивановна
Эмилия Ивановна Воробьёва (27 сентября 1934, Слободской, Горьковский край — 4 апреля 2016, Москва) — советский и российский зоолог, палеонтолог, академик РАН (2006, членкор АН СССР с 1990). Доктор биологических наук, профессор. Выпускница МГУ, работала в Палеонтологическом и Проблем экологии и эволюции им. А. Н. Северцова институтах РАН, в последнем в 1978—1982 гг. заместитель директора, а затем — заведующая лабораторией проблем эволюционной морфологии.

## Биография
Родилась в г. Слободской (ныне Кировской области).
Окончила биолого-почвенный факультет МГУ (1954).
- 1954—1977 гг. — аспирантка, младший, старший научный сотрудник Палеонтологического института АН СССР[3]
- В Институте проблем экологии и эволюции им. А. Н. Северцова РАН (до 1994 г. — Институт эволюционной морфологии и экологии животных им. А. Н. Северцова РАН, до 1991 г. — АН СССР): 1978—1982 гг. — заместитель директора, с 1982 г. — заведующая лабораторией проблем эволюционной морфологии[3]
- 1990 г. — Член-корреспондент АН СССР (Отделение общей биологии; эволюционная морфология)[2]
- 2006 г. — академик РАН (Отделение биологических наук; эволюционная морфология)

Член редколлегии журнала «Общая биология».
Член Национального комитета биологов. Заместитель председателя Научного совета по проблемам палеобиологии и эволюции органического мира.
Под её руководством защищены около 10 кандидатских и две докторские диссертации.
Похоронена на Троекуровском кладбище.
Основные направления исследований — эволюционная морфология современных и ископаемых позвоночных, палеоихтиология, выяснение закономерностей и механизмов онто- и филогенеза позвоночных животных, разработка их концептуальных и методологических основ.

## Награды и звания
- 1996 — Премия имени А. Н. Северцова — за монографию «Проблемы происхождения наземных позвоночных» и «Современная эволюционная морфология»
- 1992 — Премия имени И. И. Шмальгаузена — за цикл работ «Морфологическая эволюция кистепёрых рыб и происхождение наземных позвоночных»
- 2012 — Премия имени А. О. Ковалевского — за цикл работ «Закономерности и механизмы морфогенетических процессов в эволюционной биологии развития животных»
- Член редколлегии журнала «Общая биология»[3]
- Член Национального комитета биологов. Член бюро и руководитель секции «Эволюционной морфологии» Научного совета «Палеобиология и эволюция органического мира»
- 1999 — Награждена медалью ордена «За заслуги перед Отечеством» II степени.[5]
- Серебряная медаль им. Г. И. Менделя[3]
- Почётная медаль Я. Э. Пуркинье (АН Чехословакии, 1990)

## Труды
Является автором более 350 публикаций, в том числе 7 монографий в таких областях, как батрахо- и герпетология, ихтио- и палеоихтиология, эволюционная морфология, филогенетика и систематика низших позвоночных, и 5 справочно-учебных руководств.

### Книги
- «Ризодонтные кистеперые рыбы Главного девонского поля СССР». — 1962, Тр. ПИН, Т.94.
- «Морфология и особенности эволюции остеолепиформных кистеперых рыб». — 1977, Тр. ПИН, Т.161.
- «Проблема происхождения наземных позвоночных». — М.: Наука, 1992. — 344 с.
- «Зубная система ящериц. Таксономическое и экологическое разнообразие» (в соавт.). — М.: Наука, 1994.

### Некоторые статьи
- Воробьева Э. И. Морфология humerus у рипидистных Crossopterygii в связи с происхождением тетрапод // Палеонтол. ж. 2000, № 6, с.49-59.
- Воробьева Э. И., Медников Д. Н. Особенности развития и оссификации скелетных элементов в конечностях обыкновенного тритона Тriturus vulgaris (Caudata) // Доклады РАН. 2002. Т.387. С.576-568.
- Воробьева Э. И., Антипенкова Т. П. Особенности развития позвоночника у Hynobiidae (Caudata) // ДАН. 2002. Т.382. С.710-713.
- Воробьева Э. И. Новый подход к проблеме происхождения наземных позвоночных // Палеонтол. журн. 2003. № 5. С.1-13.
- Воробьева Э. И. Подкласс Crossopterygii. Кистеперые рыбы // Бесчелюстные и древние рыбы // Ископаемые позвоночные России и сопредельных стран. Бесчелюстные и древние рыбы. Справочник для палеонтологов, биологов, геологов. М.: ГЕОС. 2004. С. 271—372.
- Воробьева Э. И., Канюкин А. А. Новый вид поролепиформных кистеперых рыб из среднего девона Ленинградской области // Палеонтол. журн. 2004. № 4. С.60-66.
- Воробьева Э. И., Медников Д. Н. Особенности оссификации скелета конечностей малоазиатского тритона Тriturus vulgaris (Caudata) и сибирского углозуба (Salamandrella keyserlingii) // ДАН. 2004. Т.394. С.74-77.
- Воробьева Э. И., Пантелеев Н. В. Ихтиофауна (антиархи, кистеперые рыбы) из верхнего девона Киргизии (Северный Тянь-Шань) // Палеонтол. журн. 2005. № 3. С.69-80.
- Воробьева Э. И. Проблема целостности организма и её перспективы // Известия АН. Серия общебиолог. 2006. № 5. С.530-540.
- Воробьева Э. И. Морфологическая эволюция: принципы оценки, закономерности, механизмы // Палеонтол. журн. 2006. № 8. С.18-33.
- Воробьева Э. И. Новый вид Laccognathus (поролепиформные кистеперые) из верхнего девона Латвии // Палеонтол. журн., 2006, № 3. С.76-87.
- Воробьева Э. И., Хинчлифф Дж. Р., Медников Д. Н., Поярков Н. А. Онтогенетические преобразования конечностей у Triturus karelinii и T. dobrogicus, представителей подрода T. cristatus (Caudata) // ДАН. 2006. Т.406. С.52-56.
- Vorobyeva E. I. Evolutionary changes in the dermal skull of recent amphibians in comparison with ancestral Palaeozoic crossopterygians // Amphibian biology. V.5. Osteolology / Ed. H. Heatwole. 2003. Chipping Norton: Surrey Beatty & Sons, Australia P. 1497—1550.
- Vorobyeva E. I., Hinchliffe J. R. From fins to limbs. Developmental perspectives on paleontological and morphological evidence // Evol. Biology, 1996, v.29 (eds.by M.K. Hecht et al.). Plenum Press, New-York, p. 263—311.